# Zamarada thalia
Zamarada thalia là một loài bướm đêm trong họ Geometridae.